# Arabis flagellosa
Arabis flagellosa là một loài thực vật có hoa trong họ Cải. Loài này được Miq. mô tả khoa học đầu tiên năm 1865.